# Seaca de Pădure
Seaca de Pădure es una comuna ubicada en el distrito de Dolj, Rumania.

## Superficie
Posee una superficie de 57,37 kilómetros cuadrados.

## Demografía
Hasta 2021 la población era de 781 habitantes, con una densidad de población de 13,61 habitantes por kilómetro cuadrado.